# Omicidio di Skylar Neese
L'omicidio di Skylar Neese, una ragazza di sedici anni, fu commesso il 6 luglio 2012 per mano di sue due amiche del liceo, Shelia Eddy e Rachel Shoaf. L'impatto sociale del delitto portò a modifiche legislative nel West Virginia e a modifiche al sistema di allarme per minori scomparsi noto come Allerta AMBER.

## Storia
Skylar Annette Neese era l'unica figlia di Mary e Dave Neese; la madre lavorava come assistente amministrativa in un ambulatorio cardiaco e il padre era un assemblatore di prodotti presso Walmart; Skylar era una studentessa in legge alla Monongalia County University High School; aveva un lavoro part time pomeridiano da Wendy's. Dave affermò che Rachel Shoaf e Shelia Eddy erano tra le migliori amiche di sua figlia.
Il 5 luglio 2012, Skylar ritornò dopo il lavoro a casa a Star City, in West Virginia; il video di sorveglianza del condominio dove abitava con la famiglia mostra che Neese uscì di casa attraverso la finestra della sua camera da letto a mezzanotte e mezza del 6 luglio per salire su una berlina con le sue amiche Rachel e Shelia; La ragazza non aveva preso con sé il caricatore del cellulare e aveva lasciato la finestra aperta, cosa che lascia intendere che avesse intenzione di tornare a casa la notte stessa.
Fu poi noto che Rachel e Shelia stavano progettando da mesi l'omicidio di Skylar; Shelia uscì da casa sua portando a bordo della sua berlina coltelli da cucina, salviette di carta, candeggina, panni per pulire, un cambio di vestiti e una pala. Le due ragazze nascosero gli strumenti nell'auto e invitarono Neese a uscire di nascosto con loro quella notte. La ragazza inizialmente esitò, dal momento che si era allontanata da loro da qualche tempo, ma si lasciò convincere dopo aver ricevuto insistenti chiamate e messaggi; le ragazze arrivarono poco oltre il confine della Pennsylvania, luogo dove si recavano occasionalmente per fumare marijuana.
Una volta arrivate a destinazione, Rachel e Shelia dissero di aver lasciato un accendino in auto. Skylar allora si girò per tornare al veicolo e recuperarlo e in quel momento le due ragazze contarono fino a tre come prestabilito e, al segnale, aggredirono l'amica alle spalle, pugnalandola ripetutamente. Skylar tentò si scappare, ma venne buttata a terra da Rachel; nell'assalto, Skylar riuscì a strappare il coltello a Rachel e la ferì al ginocchio; Shelia pugnalò Neese finché, a detta di Rachel, "il collo di Neese ha smesso di emettere suoni gorgoglianti". Secondo l'autopsia la vittima è stata accoltellata oltre cinquanta volte.
Dopo l'omicidio, le due assassine cercarono di nascondere il corpo; inizialmente avevano progettato di seppellire il corpo sul ciglio della strada, ma il sentiero era costeggiato da un ruscello e il terreno era troppo duro e roccioso per scavare una buca; decisero quindi di coprire il corpo di Skylar con pietre, rami, foglie e terra, poi tornarono alla macchina per ripulire la scena del crimine; una volta terminato, si liberarono dei loro vestiti sporchi di sangue e tornarono a casa.

## Indagini
Inizialmente le forze dell'ordine ritennero che la ragazza fosse scappata di casa, pertanto non attivarono il protocollo per la scomparsa dei minori noto come Allerta Amber. Ci fu un presunto avvistamento della ragazza in Carolina del Nord, poi smentito. I genitori della ragazza pubblicarono volantini con la foto della figlia nella contea di Monongalia, assistiti da Shelia. La berlina su cui la ragazza era stata vista l'ultima volta fu riconosciuta dalla polizia come quella di Shelia che quindi fu interrogata; Shelia ammise di aver prelevato Skylar, affermando però di averla riportata a casa un'ora dopo. L'FBI e la polizia di Stato del West Virginia si unirono alle ricerche il 10 settembre 2012, iniziando a interrogare i compagni di scuola di Neese.
La svolta nelle indagini arrivò quando Rachel confessò che lei e Shelia avevano pianificato di assassinare l'amica, in quanto "non piaceva loro" e "non volevano continuare a essere sue amiche". Rachel condusse la polizia al cadavere il 16 gennaio 2013; il 13 marzo 2013, il procuratore degli Stati Uniti rilasciò un comunicato stampa per confermare che il corpo era stato identificato come quello della ragazza scomparsa. I suoi resti si trovavano a meno di una cinquantina di  km da casa sua.

## Processo
Secondo la trascrizione del tribunale, Rachel e Shelia avevano pianificato l'omicidio a scuola, davanti ad altri studenti, i quali non le hanno denunciate pensando che stessero scherzando. Rachel patteggiò il 1º maggio 2013 dichiarandosi colpevole  di omicidio di secondo grado per aver provocato volontariamente ferite mortali a Skylar e fu condannata a 30 anni di carcere con diritto alla libertà condizionale dopo 10 anni; durante la pena detentiva la ragazza si scusò con la famiglia della vittima, la sua stessa famiglia e Dio; anche la famiglia di Rachel rilasciò pubblicamente delle scuse per le sue azioni attraverso un avvocato.
Il 4 settembre 2013, i pubblici ministeri del West Virginia hanno identificato pubblicamente Shelia come la presunta seconda autrice dell'omicidio e comunicarono che sarebbe stata processata come adulta. Eddy si dichiarò non colpevole. In seguito, dinanzi alla prospettiva di ulteriori accuse, si dichiarò colpevole di omicidio di primo grado e fu condannata all'ergastolo, con il diritto alla libertà condizionale dopo 15 anni.
Entrambe le assassine furono incarcerate presso il Lakin Correctional Center nella contea di Mason.

## Influenza culturale
Legge di Skylar
Quando Skylar scomparve non fu emesso un'Allerta Amber, la procedura che viene impiegata nel caso di scomparsa di un minore, perché la sua sparizione non corrispondeva ai quattro criteri necessari per la sua attivazione:
1. Il timore che un minore sia stato rapito.
2. Il fatto che lo scomparso abbia meno di diciotto anni.
3. La certezza che lo scomparso possa essere in pericolo di morte o di essere ferito.
4. La presenza di informazioni sufficienti per indicare che l'Ambert Alert sarebbe utile.[25]

Per quanto riguarda la scomparsa di un adolescente, bisogna aspettare almeno quarantotto ore prima prima che possa essere considerato disperso. Un legislatore dello Stato del West Virginia ha presentato un disegno di legge per chiedere alla Legge di Skylar di modificare il piano Allerta Amber del West Virginia, così da emettere annunci pubblici immediati in caso di segnalazione della dispersione di un minore, indipendentemente dal sospetto che sia stato rapito. La proposta ha ricevuto ampio sostegni e, il 27 marzo 2013, la legge è stata approvata. Il 12 aprile 2013, sono state apportate modifiche tecniche prima dell'accettazione e la legislazione è stata firmata dal governatore del West Virginia nel maggio 2013.